# Campeonato Gaúcho de Futebol de 2018 - Segunda Divisão
O Campeonato Gaúcho de Futebol - Segunda Divisão de 2018 foi a 18ª edição do terceiro nível do futebol gaúcho. A competição, organizada pela Federação Gaúcha de Futebol, foi disputada por doze equipes entre os meses de abril e agosto e garantiu o acesso à Divisão de Acesso de 2019 ao São Borja e o Farroupilha, campeão e vice-campeão da competição, respectivamente.

## Fórmula de Disputa
Em 21 de março de 2018 a FGF publicou o regulamento específico da competição:
- Primeira Fase: As onze equipes serão divididas em dois grupos, de acordo com a localização geográfica. As equipes enfrentam-se em turno e returno dentro do próprio grupo. As quatro primeiras classificam-se para a fase de Quartas de Final.
- Quartas de Final: As quatro melhores equipes classificas em cada um dos dois grupos, enfrentam-se em cruzamento olímpico, em jogos de ida e volta com a vantagem de decidir em casa a equipe de melhor campanha.
- Semifinal: As quatro equipes vencedoras dos confrontos de quartas de final, enfrentam-se novamente em cruzamento olímpico, em jogos de ida e volta com a vantagem de decidir em casa e equipe de melhor campanha, somando-se a Primeira Fase e a Fase de Quartas de Final.
- Final: As duas equipes vencedoras dos confrontos da semifinal, enfrentam-se em jogos de ida e volta com a vantagem de decidir em casa a equipe de melhor campanha, somando-se todas as fases anteriores.[3]

## Participantes
- O Santa Rosa desistiu da participação por problemas financeiros.[5]

## Primeira Fase

### Grupo A
| Grupo A | Grupo A      | Grupo A | Grupo A | Grupo A | Grupo A | Grupo A | Grupo A | Grupo A | Grupo A | Grupo A |
| Pos     | Times        | Pts     | J       | V       | E       | D       | GP      | GC      | SG      | %       |
| ------- | ------------ | ------- | ------- | ------- | ------- | ------- | ------- | ------- | ------- | ------- |
| 1       | Gaúcho       | 18      | 8       | 5       | 3       | 0       | 13      | 3       | +10     | 75      |
| 2       | Elite        | 14      | 8       | 4       | 2       | 2       | 13      | 9       | +4      | 58      |
| 3       | São Borja    | 10      | 8       | 3       | 1       | 4       | 7       | 10      | –3      | 42      |
| 4       | Cruz Alta    | 10      | 8       | 2       | 4       | 2       | 7       | 8       | –1      | 42      |
| 5       | Santo Ângelo | 2       | 8       | 0       | 2       | 6       | 4       | 14      | –10     | 8       |

|  |                                      |
|  | Equipes classificadas à Segunda Fase |

| Resultados (Resumo) | Resultados (Resumo) | Resultados (Resumo) | Resultados (Resumo) | Resultados (Resumo) | Resultados (Resumo) |
| Clube               | CRU                 | ELI                 | GAU                 | SAN                 | SBO                 |
| ------------------- | ------------------- | ------------------- | ------------------- | ------------------- | ------------------- |
| Cruz Alta           |                     | 0 – 0               | 0 – 0               | 1 – 1               | 1 – 0               |
| Elite               | 1 – 2               |                     | 1 – 2               | 2 – 1               | 2 – 0               |
| Gaúcho              | 2 – 0               | 1 – 1               |                     | 2 – 0               | 3 – 1               |
| Santo Ângelo        | 1 – 1               | 1 – 3               | 0 – 3               |                     | 0 – 1               |
| São Borja           | 2 – 1               | 2 – 3               | 0 – 0               | 1 – 0               |                     |

|  |                     |  |        |  |                      |
|  | Vitória do Mandante |  | Empate |  | Vitória do Visitante |

### Grupo B
| Grupo B | Grupo B         | Grupo B | Grupo B | Grupo B | Grupo B | Grupo B | Grupo B | Grupo B | Grupo B | Grupo B |
| Pos     | Times           | Pts     | J       | V       | E       | D       | GP      | GC      | SG      | %       |
| ------- | --------------- | ------- | ------- | ------- | ------- | ------- | ------- | ------- | ------- | ------- |
| 1       | Guarany de Bagé | 21      | 10      | 6       | 3       | 1       | 17      | 9       | +8      | 70      |
| 2       | Real            | 19      | 10      | 5       | 4       | 1       | 12      | 5       | +7      | 63      |
| 3       | Farroupilha     | 17      | 10      | 5       | 2       | 3       | 20      | 10      | +10     | 57      |
| 4       | Rio Grande      | 10      | 10      | 2       | 4       | 4       | 8       | 14      | –6      | 33      |
| 5       | Novo Horizonte  | 8       | 10      | 2       | 2       | 6       | 11      | 18      | –7      | 27      |
| 6       | Nova Prata      | 6       | 10      | 1       | 3       | 6       | 8       | 20      | –12     | 20      |

|  |                                      |
|  | Equipes classificadas à Segunda Fase |

| Resultados (Resumo) | Resultados (Resumo) | Resultados (Resumo) | Resultados (Resumo) | Resultados (Resumo) | Resultados (Resumo) | Resultados (Resumo) |
| Clube               | FAR                 | GUA                 | NPA                 | NHO                 | REA                 | RGR                 |
| ------------------- | ------------------- | ------------------- | ------------------- | ------------------- | ------------------- | ------------------- |
| Farroupilha         |                     | 1 – 1               | 6 – 0               | 2 – 1               | 1 – 0               | 5 – 0               |
| Guarany de Bagé     | 2 – 1               |                     | 2 – 1               | 4 – 0               | 0 – 1               | 2 – 1               |
| Nova Prata          | 1 – 2               | 0 – 1               |                     | 1 – 1               | 1 – 1               | 2 – 0               |
| Novo Horizonte      | 2 – 1               | 1 – 2               | 4 – 1               |                     | 0 – 3               | 1 – 1               |
| Real                | 2 – 0               | 2 – 2               | 1 – 1               | 1 – 0               |                     | 1 – 0               |
| Rio Grande          | 1 – 1               | 1 – 1               | 2 – 0               | 2 – 1               | 0 – 0               |                     |

|  |                     |  |        |  |                      |
|  | Vitória do Mandante |  | Empate |  | Vitória do Visitante |

## Fase final
Em itálico, os times que possuem o mando de campo no primeiro jogo do confronto e em negrito os times classificados.
|  | Quartas de final | Quartas de final | Quartas de final | Quartas de final |   |                 | Semifinais       | Semifinais       | Semifinais       | Semifinais       |  |           | Final             | Final             | Final             | Final             |  |  |
|  | 05 a 08 de julho | 05 a 08 de julho | 05 a 08 de julho | 05 a 08 de julho |   |                 | 12 a 29 de julho | 12 a 29 de julho | 12 a 29 de julho | 12 a 29 de julho |  |           | 05 a 11 de agosto | 05 a 11 de agosto | 05 a 11 de agosto | 05 a 11 de agosto |  |  |
|  |                  |                  |                  |                  |   |                 |                  |                  |                  |                  |  |           |                   |                   |                   |                   |  |  |
|  | Gaúcho[x]        | 1                | 7                | 8                |   |                 |                  |                  |                  |                  |  |           |                   |                   |                   |                   |  |  |
|  | Rio Grande       | 1                | 1                | 2                |   |                 |                  |                  |                  |                  |  |           |                   |                   |                   |                   |  |  |
|  | Rio Grande       | 1                | 1                | 2                |   | Rio Grande      | 0                | 0                | 0                |                  |  |           |                   |                   |                   |                   |  |  |
|  |                  |                  |                  |                  |   | Rio Grande      | 0                | 0                | 0                |                  |  |           |                   |                   |                   |                   |  |  |
|  |                  | São Borja        | 0                | 3                | 3 |                 |                  |                  |                  |                  |  |           |                   |                   |                   |                   |  |  |
|  | Real             | São Borja        | 0                | 3                | 3 | 1               | 2                | 3                |                  |                  |  |           |                   |                   |                   |                   |  |  |
|  | Real             |                  |                  |                  |   | 1               | 2                | 3                |                  |                  |  |           |                   |                   |                   |                   |  |  |
|  | São Borja (gf)   | 1                | 2                | 3                |   |                 |                  |                  |                  |                  |  |           |                   |                   |                   |                   |  |  |
|  | São Borja (gf)   | 1                | 2                | 3                |   |                 |                  |                  |                  |                  |  | São Borja | 1                 | 1                 | 2                 |                   |  |  |
|  |                  |                  |                  |                  |   |                 |                  |                  |                  |                  |  | São Borja | 1                 | 1                 | 2                 |                   |  |  |
|  |                  | Farroupilha      | 0                | 0                | 0 |                 |                  |                  |                  |                  |  |           |                   |                   |                   |                   |  |  |
|  | Guarany de Bagé  | Farroupilha      | 0                | 0                | 0 | 2               | 2                | 4                |                  |                  |  |           |                   |                   |                   |                   |  |  |
|  | Guarany de Bagé  |                  |                  |                  |   | 2               | 2                | 4                |                  |                  |  |           |                   |                   |                   |                   |  |  |
|  | Cruz Alta        | 2                | 0                | 2                |   |                 |                  |                  |                  |                  |  |           |                   |                   |                   |                   |  |  |
|  | Cruz Alta        | 2                | 0                | 2                |   | Guarany de Bagé | 0                | 1                | 1                |                  |  |           |                   |                   |                   |                   |  |  |
|  |                  |                  |                  |                  |   | Guarany de Bagé | 0                | 1                | 1                |                  |  |           |                   |                   |                   |                   |  |  |
|  |                  | Farroupilha (gf) | 0                | 1                | 1 |                 |                  |                  |                  |                  |  |           |                   |                   |                   |                   |  |  |
|  | Elite            | Farroupilha (gf) | 0                | 1                | 1 | 1               | 0                | 1                |                  |                  |  |           |                   |                   |                   |                   |  |  |
|  | Elite            |                  |                  |                  |   | 1               | 0                | 1                |                  |                  |  |           |                   |                   |                   |                   |  |  |
|  | Farroupilha      | 2                | 0                | 2                |   |                 |                  |                  |                  |                  |  |           |                   |                   |                   |                   |  |  |

x:^ O Gaúcho foi o vencedor do confronto, porém foi excluído da Competição, após julgamento do TJD-RS, devido a escalação irregular de atleta.

### Quartas de Final
Jogos de Ida
| 05 de julho | Rio Grande | 1 – 1          | Gaúcho               | Estádio Arthur Lawson, Rio Grande                           |
| 20:00       | Mateus 35' | Súmula Borderô | 78' Matheus Paulista | Público: 19 Renda: R$ 190,00 Árbitro: RS Peterson L. Regert |

| Rio Grande | Gaúcho |

| 05 de julho | Cruz Alta                    | 2 – 2          | Guarany de Bagé       | Estádio Leão da Serra, Cruz Alta                              |
| 15:00       | Rodriguinho 24' · Rafael 86' | Súmula Borderô | 27' Vitor · 45' Lucas | Público: 166 Renda: R$ 1.180,00 Árbitro: RS Eder Davi Zanella |

| Cruz Alta | Guarany-Bagé |

| 05 de julho | Farroupilha                    | 2 – 1          | Elite           | Estádio Nicolau Fico, Pelotas                                                   |
| 15:00       | Juninho 34' · Carlos Gatto 76' | Súmula Borderô | 60' Alex Goiano | Público: 81 Renda: R$ 1.200,00 Árbitro: RS Marcus Vinícius Gonçalves dos Santos |

| Farroupilha | Elite |

| 05 de julho | São Borja       | 1 – 1          | Real       | Estádio Vicente Goulart, São Borja                                     |
| 15:00       | Michelzinho 36' | Súmula Borderô | 89' Samuel | Público: 106 Renda: R$ 1.160,00 Árbitro: RS Marcelo Cavalheiro Pereira |

| São Borja | Real |

Jogos de Volta
| 08 de julho | Gaúcho                                                                                   | 7 – 1          | Rio Grande    | Arena BSBios, Passo Fundo                                             |
| 15:00       | Matheus Paulista 07', 09', 19' · Júlio César 13' · Adílson 36' · Tauan 47' · Marcelo 53' | Súmula Borderô | 57' Cristiano | Público: 200 Renda: R$ 2.000,00 Árbitro: RS Érico de Andrade Carvalho |

| Gaúcho | Rio Grande |

| 08 de julho | Guarany de Bagé          | 2 – 0          | Cruz Alta | Estádio Estrela D'Alva, Bagé                                                  |
| 15:00       | Robinho 23' · Rômulo 86' | Súmula Borderô |           | Público: 51 Renda: R$ 752,50 Árbitro: RS Marcus Vinícius Gonçalves dos Santos |

| Guarany-Bagé | Cruz Alta |

| 08 de julho | Elite | 0 – 0          | Farroupilha | Estádio da Zona Sul, Santo Ângelo                             |
| 15:00       |       | Súmula Borderô |             | Público: 199 Renda: R$ 1.963,00 Árbitro: RS Eder Davi Zanella |

| Elite | Farroupilha |

| 08 de julho | Real                              | 2 – 2          | São Borja      | Estádio Módulo Esportivo, Tramandaí                         |
| 15:00       | Igor Souza 25' · Daniel Baloy 87' | Súmula Borderô | 04', 23' Eto'o | Público: 64 Renda: R$ 120,00 Árbitro: RS Peterson L. Regert |

| Real | São Borja |

### Semifinal
Jogos de Ida
| 22 de julho | Rio Grande | 0 – 0          | São Borja | Estádio Arthur Lawson, Rio Grande                          |
| 15:00       |            | Súmula Borderô |           | Público: 40 Renda: R$ 400,00 Árbitro: RS Daniel Nobre Bins |

| Rio Grande | São Borja |

A semifinal originalmente seria disputada entre São Borja e Gaúcho, o TJD-RS suspendeu a partida faltando apenas duas horas para seu início. Em 17 de Julho, o resultado do julgamento reconheceu como culpado o Clube pela escalação irregular do jogador Tauan de Quadros, que com a mudança do regulamento para 2018, automaticamente eliminou a Equipe passofundense da Competição. O Rio Grande, então, ficou com a vaga.
| 12 de julho | Farroupilha | 0 – 0          | Guarany de Bagé | Estádio Nicolau Fico, Pelotas                                             |
| 15:00       |             | Súmula Borderô |                 | Público: 275 Renda: R$ 2.950,00 Árbitro: RS Jonathan Benkenstein Pinheiro |

| Farroupilha | Guarany-Bagé |

Jogos de Volta
| 29 de julho | São Borja                             | 3 – 0  | Rio Grande | Estádio Vicente Goulart, São Borja                                                    |
| 15:00       | Panambi 43' · Jean 86' · Mateus 90+1' | Súmula |            | Público: Não divulgado Renda: Não divulgada Árbitro: RS Jonathan Benkenstein Pinheiro |

| São Borja | Rio Grande |

| 15 de julho | Guarany de Bagé | 1 – 1          | Farroupilha      | Estádio Estrela D'Alva, Bagé                                         |
| 15:00       | Wendell 34'     | Súmula Borderô | 53' Carlos Gatto | Público: 48 Renda: R$ 710,00 Árbitro: RS Anderson da Silveira Farias |

| Guarany-Bagé | Farroupilha |

### Final
| 5 de agosto | São Borja | 1 – 0          | Farroupilha | Estádio Vicente Goulart, São Borja                            |
| 15:00       | Higor 17' | Súmula Borderô |             | Público: 1,340 Renda: R$ 13.963,90 Árbitro: Heleno Todeschini |

| São Borja | Farroupilha |

| 11 de agosto | Farroupilha | 0 – 1          | São Borja | Estádio Nicolau Fico, Pelotas                                    |
| 15:00        |             | Súmula Borderô | Higor 41' | Público: 282 Renda: R$ 3.120,00 Árbitro: RS Lucas Guimarães Horn |

| Farroupilha | São Borja |

## Premiação
| Campeonato Gaúcho de Futebol Segunda Divisão de 2018 |
| São Borja                                            |
| ---------------------------------------------------- |
| São Borja Campeão (1.º título)                       |

## Estatísticas

### Público
Maiores Públicos

### Artilharia
| Pos. | Jogador          | Equipe      | Gols |
| ---- | ---------------- | ----------- | ---- |
| 1º   | Daniel Quevedo   | Farroupilha | 11   |
| 2º   | Dimitry          | Elite       | 8    |
| 2º   | Matheus Paulista | Gaúcho      | 8    |
| 3º   | Carlos Gato      | Farroupilha | 5    |
| 3º   | Higor Guanambi   | São Borja   | 5    |

### Desempenho Rodada a Rodada
| Pos | 1ª  | 2ª  | 3ª  | 4ª  | 5ª  | 6ª  | 7ª  | 8ª  | 9ª  | 10ª |
| --- | --- | --- | --- | --- | --- | --- | --- | --- | --- | --- |
| 1   | GAU | GAU | GAU | GAU | GAU | GAU | GAU | GAU | GAU | GAU |
| 2   | CRU | SBO | ELI | CRU | ELI | ELI | ELI | ELI | ELI | ELI |
| 3   | ELI | CRU | SBO | ELI | CRU | CRU | CRU | CRU | SBO | SBO |
| 4   | SAN | ELI | CRU | SBO | SBO | SBO | SBO | SBO | CRU | CRU |
| 5   | SBO | SAN | SAN | SAN | SAN | SAN | SAN | SAN | SAN | SAN |

| Pos | 1ª  | 2ª  | 3ª  | 4ª  | 5ª  | 6ª  | 7ª  | 8ª  | 9ª  | 10ª |
| --- | --- | --- | --- | --- | --- | --- | --- | --- | --- | --- |
| 1   | FAR | FAR | GUA | GUA | GUA | GUA | GUA | GUA | GUA | GUA |
| 2   | GUA | GUA | FAR | REA | FAR | FAR | FAR | FAR | REA | REA |
| 3   | REA | RGR | RGR | FAR | REA | REA | REA | REA | FAR | FAR |
| 4   | RGR | REA | REA | RGR | RGR | NHO | NHO | NHO | NHO | RGR |
| 5   | NHO | NHO | NHO | NHO | NHO | RGR | RGR | RGR | RGR | NHO |
| 6   | NPA | NPA | NPA | NPA | NPA | NPA | NPA | NPA | NPA | NPA |

### Média
As médias de público são calculadas manualmente, levando-se em conta o relatório oficial emitido pela Federação Gaúcha de Futebol, disponíveis no site oficial.
| Pos. | Time            | Média | Total | Mandos | Maior | Menor | Arrecadação | Ticket Médio |
| ---- | --------------- | ----- | ----- | ------ | ----- | ----- | ----------- | ------------ |
| 1    | São Borja       | 344,2 | 1 721 | 6      | 1 340 | 69    | R$          | R$           |
| 2    | Cruz Alta       | 254,8 | 1 274 | 5      | 361   | 166   | R$          | R$           |
| 3    | Elite           | 178,6 | 893   | 5      | 352   | 80    | R$          | R$           |
| 4    | Farroupilha     | 129,3 | 1 034 | 8      | 282   | 64    | R$          | R$           |
| 5    | Gaúcho          | 84,0  | 420   | 5      | 200   | 20    | R$          | R$           |
| 6    | Santo Ângelo    | 66,0  | 264   | 5      | 120   | 0     | R$          | R$           |
| 7    | Guarany de Bagé | 53,0  | 371   | 7      | 60    | 42    | R$          | R$           |
| 8    | Real            | 43,2  | 259   | 6      | 100   | 0     | R$          | R$           |
| 9    | Rio Grande      | 34,9  | 244   | 7      | 97    | 6     | R$          | R$           |
| 10   | Nova Prata      | 27,4  | 137   | 5      | 44    | 10    | R$          | R$           |
| 11   | Novo Horizonte  | 22,3  | 89    | 5      | 31    | 5     | R$          | R$           |

## Ligações Externas
- Página Oficial da FGF